# Căteasca (gmina)
Căteasca (Căteascaⓘ) – gmina w Rumunii, w okręgu Ardżesz. Obejmuje miejscowości Catanele, Căteasca, Cireșu, Coșeri, Gruiu, Recea i Siliștea. W 2011 roku liczyła 4006 mieszkańców.